# Xenesthis
Xenesthis is een geslacht van spinnen uit de familie vogelspinnen (Theraphosidae).

## Soorten
De volgende soorten zijn bij het geslacht ingedeeld:
- Xenesthis immanis (Ausserer, 1875)
- Xenesthis intermedia Schiapelli & Gerschman, 1945
- Xenesthis monstrosa Pocock, 1903